# Dasyanthina
 Dasyanthina  H.Rob., 1993 è un genere di piante angiosperme dicotiledone della famiglia delle Asteraceae.

## Etimologia
Il nome del genere (Dasyanthina) è un insieme di due parole: "dasys" (= albero verbenaceo tropicale americano), "anthina" (= piccolo fiore) e fa riferimento alle infiorescenze con piccoli fiori.
Il nome scientifico del genere è stato definito per la prima volta dal botanico Harold Ernest Robinson (1932-2020) nella pubblicazione " Proceedings of the Biological Society of Washington" (Proc. Biol. Soc. Washington 106(4): 778) del 1993.

## Descrizione
L'habitus delle specie di queste piante è di tipo erbaceo perenne con altezze di 2 - 4 metri e con superfici densamente pubescenti per peli a forma di "T". La parte ipogea del fusto può essere un rizoma o anche tuberosa. Gli organi interni di queste piante contengono lattoni sesquiterpenici.
Le foglie, lungamente picciolate e talvolta alate alla base, lungo il fusto sono disposte in modo alterno. La lamina è intera a forma più o meno ovata con apici e base acuminati. I margini sono interi o poco seghettati. Le venature sono di tipo pennato.
Le infiorescenza, terminali oppure ascellari, sono composte da capolini separati raccolti in formazioni tirsoidi globose. Solamente nei nodi primari (inferiori) sono presenti delle brattee subinvolucrali che sottendono le infiorescenze. I capolini (con peduncoli snelli), omogami e discoidi, sono composti da un involucro ampiamente campanulato formato da circa 60 brattee embricate in 5 - 6 serie che fanno da protezione al ricettacolo sul quale s'inseriscono i fiori tubulosi. Le brattee più interne sono persistenti; a volte sono mucronate. Il ricettacolo, piatto, è privo di pagliette (ossia è nudo).
I fiori, circa 25 per capolino, sono tetra-ciclici (ossia sono presenti 4 verticilli: calice – corolla – androceo – gineceo) e pentameri (ogni verticillo ha in genere 5 elementi). I fiori sono inoltre ermafroditi e actinomorfi (raramente possono essere zigomorfi).
- Formula fiorale:

*/x K {\displaystyle \infty }, [C (5), A (5)], G 2 (infero), achenio
- Calice: i sepali del calice sono ridotti ad una coroncina di squame.
- Corolla: le corolle sono formate da un tubo terminante in 5 regolari lobi; il colore è più o meno lavanda; la superficie può essere sia pubescente che glabra (internamente sono presenti dei peli unicellulari); i lobi possono essere incurvati all'esterno.
- Androceo: gli stami sono 5 con filamenti liberi e distinti, mentre le antere sono saldate in un manicotto (o tubo) circondante lo stilo.[12] Le antere, sagittate, sono caudate (le code non sono sclerificate) con ghiandole nel connettivo. Le appendici delle antere hanno le pareti sottili, spesso con ghiandole o peli. Il polline è triporato (con tre aperture di tipo isodiametrica o poro), è echinato (con punte) e non "lophato".[13]
- Gineceo: lo stilo è filiforme e provvisto di nodi anulari. Gli stigmi dello stilo sono due divergenti e smussati con la superficie stigmatica posizionata internamente (vicino alla base). La pubescenza è del tipo a spazzola con peli a punta.[14] L'ovario è infero uniloculare formato da 2 carpelli.

I frutti sono degli acheni con pappo. Gli acheni, a forma cilindrica o prismatica e con 8 - 10 coste (non sono bicornuti e raramente compressi)), hanno la superficie setolosa. All'interno si può trovare del tessuto di tipo idioblasto e rafidi subquadrati allungati; non è presente il tessuto tipo fitomelanina. Il pappo è formato da setole capillari con squamelle persistenti.

## Biologia
- Impollinazione: l'impollinazione avviene tramite insetti (impollinazione entomogama tramite farfalle diurne e notturne).
- Riproduzione: la fecondazione avviene fondamentalmente tramite l'impollinazione dei fiori (vedi sopra).
- Dispersione: i semi (gli acheni) cadendo a terra sono successivamente dispersi soprattutto da insetti tipo formiche (disseminazione mirmecoria). In questo tipo di piante avviene anche un altro tipo di dispersione: zoocoria. Infatti gli uncini delle brattee dell'involucro si agganciano ai peli degli animali di passaggio disperdendo così anche su lunghe distanze i semi della pianta.

## Distribuzione e habitat
Le piante di questo gruppo sono distribuite in Brasile e Paraguay.

## Tassonomia
La famiglia di appartenenza di questa voce (Asteraceae o Compositae, nomen conservandum) probabilmente originaria del Sud America, è la più numerosa del mondo vegetale, comprende oltre 23.000 specie distribuite su 1.535 generi, oppure 22.750 specie e 1.530 generi secondo altre fonti (una delle checklist più aggiornata elenca fino a 1.679 generi). La famiglia attualmente (2021) è divisa in 16 sottofamiglie.

### Filogenesi
Le piante di questo gruppo appartengono alla sottotribù Vernoniinae descritta all'interno della tribù Vernonieae Cass. della sottofamiglia Vernonioideae Lindl.. Questa classificazione è stata ottenuta ultimamente con le analisi del DNA delle varie specie del gruppo. Da un punto di vista filogenetico in base alle ultime analisi sul DNA la tribù Vernonieae è risultata divisa in due grandi cladi: Muovo Mondo e Vecchio Mondo. I generi di Vernoniinae appartengono al clade relativo all'America.
La sottotribù, e quindi i suoi generi, si distingue per i seguenti caratteri:
- le appendici delle antere hanno le pareti sottili, spesso con ghiandole o peli;
- il polline può essere "lophato", ma anche non "lophato".

Nell'ambito della tribù il gruppo delle Vernoniinae (insieme alle sottotribù Chrestinae e Lychnophorinae) è stato uno degli ultimi a evolversi (occupa quindi una posizione vicina al "core" della tribù). In precedenza la tribù Vernonieae, e quindi la sottotribù di questo genere (Vernoniinae), era descritta all'interno della sottofamiglia Cichorioideae.
I caratteri distintivi per le specie di questo genere ( Dasyanthina) sono:
- internamente ai lobi della corolla sono presenti dei peli unicellulari.

### Elenco delle specie
Questo genere ha 2 specie:
- Dasyanthina palustris (Gardner) H.Rob.
- Dasyanthina serrata  (Less.) H.Rob.

Le due specie sono distinte dai seguenti caratteri:
- D. serrata: i piccioli delle foglie non sono alati; all'interno della gola della corolla sono presenti dei lunghi peli unicellulari e quelli dei lobi sono più corti.
- D. palustris: i piccioli delle foglie alla base sono alati; i peli interni della corolla non sono lunghi come quelli dei lobi.